# Bleyen-Genschmar
Bleyen-Genschmar est une commune de l'arrondissement de Märkisch-Oderland, dans le Land de Brandebourg, en Allemagne.

## Géographie
Bleyen-Genschmar se trouve sur la vie gauche de l'Oder, qui sépare l'Allemagne de la Pologne, à 15 km au nord-est de Seelow, le chef-lieu de l'arrondissement, et à 78 km à l'est de Berlin.

## Quartiers
Bleyen se compose des quartiers d'Altbleyen, Neubleyen, Drewitz Ausbau et Schaumburg.
Genschmar se compose des quartiers de Genschmar, Genschmarer Loose, Henriettenhof, Nieschen et Wilhelminenhof.
Au 1er janvier 2005, la commune comptait 576 habitants : 235 à Bleyen et 341 à Genschmar.

## Histoire
La commune est née le 31 décembre 2001 de l'association volontaire des communes de Bleyen et Genschmar.

## Démographie
| Bleyen-Genschmar dans l'arrondissement de Märkisch-Pays de l'Oder |

| 1875 | 1 409 |
| 1890 | 1 276 |
| 1910 | 1 169 |
| 1925 | 1 344 |
| 1933 | 1 281 |
| 1939 | 1 187 |
| 1946 | 1 002 |
| 1950 | 1 119 |
| 1964 | 1 009 |
| 1971 | 975   |

| 1981 | 720 |
| 1985 | 686 |
| 1989 | 674 |
| 1990 | 667 |
| 1991 | 623 |
| 1992 | 602 |
| 1993 | 600 |
| 1994 | 593 |
| 1995 | 576 |
| 1996 | 588 |

| 1997 | 601 |
| 1998 | 596 |
| 1999 | 592 |
| 2000 | 591 |
| 2001 | 589 |
| 2002 | 591 |
| 2003 | 581 |
| 2004 | 558 |
| 2005 | 557 |
| 2006 | 560 |

| 2007 | 536 |
| 2008 | 511 |
| 2009 | 499 |
| 2010 | 487 |
| 2011 | 489 |
| 2012 | 498 |
| 2013 | 492 |

Les sources de données se trouvent en detail dans les Wikimedia Commons.